# Катедра по изкуствознание
Катедрата по изкуствознание в Националната художествена академия в София обучава студенти в бакалавърска и магистърска степен в специалността „Изкуствознание“.
Целта на обучението е както изучаването на историята на изкуството, така и запознаването със съвременните естетически теории и художествени практики.
Завършилите специалността намират реализация в художествените музеи и галерии като преподаватели в средните училища и др.
Обучението приключва с дипломна работа, която се защитава публично пред специална комисия. Катедрата осъществява и научно ръководство на докторанти.
Ръководител на катедрата е проф. Красимира Коева (2012). От нейното основаване през 1970-те години катедрата е била ръководена от Атанас Божков, Тодорка Каменова и Свилен Стефанов.